# Gelson Fernandes
Gelson Fernandes (født 2. september 1986 i Praia, Kap Verde) er en schweizisk fodboldspiller af kapverdisk afstamning, der spiller som midtbanespiller hos den tyske klub Eintracht Frankfurt. Tidligere har han spillet for blandt andet FC Sion i sit hjemland samt for engelske Manchester City F.C. samt for Saint-Étienne. Derudover har han været udlejet til Chievo Verona, Leicester City og Udinese.

## Personlige liv
Fernandes ankom til Schweiz med sin mor i en alder af fem fra Kap Verde. Familien bosatte sig i Sion, da hans far arbejdede for fodboldklubben FC Sion . Han kan tale portugisisk som er det det officielle sprog i hans fødeby, Kap Verde, og ifølge den tidligere Manchester City holdkammerat Micah Richards, taler han også 5 andre flydende sprog, nemlig: Engelsk, fransk, tysk samt italiensk. 
Han er fætter til den portugisiske fodboldspiller Manuel Fernandes og den schweiziske fodboldspillere Adilson Tavares Varela, bedre kendt som Cabral.

## Landshold
Fernandes står (pr. april 2018) noteret for 57 kampe og to scoringer for Schweiz' landshold. Han var blandt andet en del af landets trup til EM i 2008 på hjemmebane og VM i 2010 i Sydafrika.